# Миљан Ристић
Миљан Ристић (Неготин, 3. новембар 1974) српски је књижевник, песник, афористичар, есејиста, рецензент, публицита и аутор радио емисије. Пише прозу, поезију, афоризме. Такође, пише и рецензије музичких албума, књига и филмова.

## Биографија
Миљан Ристић рођен је 3. новембра 1974. године у Неготину где и дан данас живи. Завршио је основну (1982-1990) и средњу Техничку школу (1990-1993) у Неготину. Дипломира на Факулетету за менаџмент у Зајечару 2004. године на смеру Међународни маркетинг.
По занимању је виши царински инспектор са звањем Координатор послова у Царинарници Кладово у Управи царина. У царинској служби је почевши од новембра 1995. године.
Његови литерарни радови објављивани су у више књижевних листова, публикација, фанзина, као и интернет магазинима, блоговима, порталима, а поједини текстови преведени су на енглески, немачки, француски, шпански језик. У интернет свету познат је као eXperiment. Под тим псеудонимом ствара на свом блогу/порталу .  У току 2016. и 2017. године био је главни уредник Буктиње – часописа за књижевност, уметност и културу. За тај временски период објављено је укупно 7 бројева Буктиње од броја 47. до 53. У марту 2017. постао је члан Српског књижевног друштва.

## eXperiment u kome je sve moguće
Дана 12. децембра 2009. године на Wordpress платформи Миљан Ристић покреће свој блог Experiment u kojem je sve moguće на којем објављује своје стваралаштво, то јест поезију, прозу, афоризме и то привлачи велики број читалаца и блогера са којима остварује сарадњу у неколико наврата.
Почевши од 12. маја 2011. године покреће блог eXperiment u kome je sve moguće са сопственим доменом где наставља своје даље активности. Од тог тренутка блог отворен на Wordpress платформи прелази у фазу мировања. Блог није угашен и доступан је за читање. Сви текстови који су до тог тренутка објављени у првом eXperimentu пребавчени су на нови блог, тако да су и ту доступни за читање.
Блог eXperiment се у међувремену трансформисао у својеврсни портал који се бави уметношћу, културом и друштвеним питањима и који поред ауторове прозе и поезије обухвата рецензије, есеје и критике књижевних, филмских, музичких и ликовних дела које је Миљан написао. Такође, објављивани су и текстови других аутора који су груписани у категорију Почасни гост. Поједине текстове на енглеском језику, који су објављени на интернету и баве се уметнушћу и културом Миљан је превео и објавио их у eXperimentu да би били доступни за читање и на српском језику. Преведене су и многе rock и underground песме светских бендова и музичара и подведене под категорију Преводи. Читаво експреминетисање употпуњено је мудрим мислима и цитатима великана за које је Миљан сматрао да треба да постану део његовог експеримента као и интервјуима које је Миљан урадио са људима из света уметности и културе.
У месецу мају 2021. године на десетогодишњицу односно дванестогодишњицу постојања блога eXperiment објављена је књига eXperiment u kome je sve moguće која представља антологију Миљановог експериментисања и обухвата 100 одабраних текстова са блога.

## Radio eXperiment
Radio eXperiment је радио емисија односно подкаст, који се емитује на интернет радију Undergrand сваке недеље у 17 часова почевши од 21. јуна 2020. године. Аутор подкаста је Миљан Ристић. Теме којима се бави радио експеримент везане су за уметност, културу и друштвена питања, са акцентом на музику и у том смислу radio eXperiment се надовезује на блог eXperiment. Сваки подкаст има своју тему у којем се представља музика која пева о задатој теми. У радио експерименту представљено је много аутора из света уметности и културе, поједини су били и музички уредници тј. бирали су музику која ће се емитовати. У том смислу представљени су аутори и ауторке из света музике, књижевности, сликарства, дизајна, мултимедијалне уметности...
Сви подкасти радио експеримента могу се послушати на порталу eXperiment u kome je sve moguće и на Миљановом MixCloud каналу.